# Острожский, Константин Константинович (ум. 1588)
Князь Константин Константинович Острожский (ум. 1588) — кравчий великий литовский (1579—1588) и подчаший великий литовский (1588), староста владимирский (1579—1588) и переяславский (1585—1588).

## Биография
Представитель знатного княжеского рода Острожских. Второй сын киевского воеводы и маршалка Волынской земли князя Василия-Константина Константиновича Острожского (1527—1608) и Софии Тарновской (ок. 1534—1571).
В 1578 году князь Константин Острожский с собственным военным отрядом участвовал в полоцкой военной кампании Стефана Батория.
В 1579 году он получил должности кравчего великого литовского. В том же году отец уступил ему староство владимирское. В 1585 году Константин Острожский получил во владение переяславское староство.
В 1583 году князь Константин Константинович Острожский перешёл в католическую веру и женился на Александре Тышкевич (ум. после 1593), дочери воеводы подляшского и смоленского Василия Тышкевича (ум. 1571) и вдове старосты гродненского и могилёвского Александра Григорьевича Ходкевича (ум. 1578).
В 1587 году был избран послом (депутатом) на элекционный сейм.
В 1588 году Константин Острожский, получивший должность подчашего великого литовского, скончался, не оставив после себя потомства.
Его вдова Александра в 1589/1591 году в третий раз вышла замуж за старосту снятинского и сокольского Николая Язловецкого (ум. 1595).